# Weta Workshop
Weta Workshop es una empresa de efectos especiales mecánicos localizada en el barrio de Miramar, en Wellington (Nueva Zelanda), que produce efectos para la televisión y el cine. Es una de las principales divisiones del holding llamado Weta Limited, y el origen en 1987 de este grupo empresarial.
Aunque Weta lleva produciendo desde hace tiempo criaturas y efectos de maquillaje para las series de televisión Hercules: The Legendary Journeys y Xena: la princesa guerrera, y efectos para películas como Meet the Feebles y Criaturas celestiales; la producción de Weta Workshop tomó relevancia mundial con la trilogía de El Señor de los Anillos, del director Peter Jackson; para la que Weta produjo escenarios, vestuario, armaduras, armas, criaturas y maquetas. Las habilidades de fantasía de Weta también se han utilizado en The Chronicles of Narnia: The Lion, the Witch and the Wardrobe y Las crónicas de Narnia: el príncipe Caspian. Gracias a esta serie de películas, imaginada por C. S. Lewis, la empresa también es conocida por el nombre de Walden Media.
Actualmente Weta está trabajando en el vestuario de Justice League of America, película en la que también está involucrada Weta Digital. Otros proyectos incluyen Jane and the Dragon y la versión en vivo del anime Neon Genesis Evangelion. Weta también trabaja actualmente en la adaptación al cine de Halo, el popular videojuego de Bungie y Microsoft. Weta ha construido un warthog del juego funcional y a escala real. Weta también proporciona efectos especiales al festival de música Rock2Wgtn celebrado en la Pascua de 2008.

## «Maxituras»
El término «maxitura» («bigature» en el original inglés) es el apodo dado en Weta Workshop a los modelos en miniatura de gran tamaño, construidos a una escala muy grande. Se usan en la trilogía de El Señor de los Anillos, en la que la mayor de ellas mide cerca de nueve metros de altura. Se usaron técnicas intensivas de imágenes generadas por computadora y cámaras con control digital para mezclar de manera creíble la película de las «maxituras» con las escenas de actores reales. Weta también ha usado «maxituras» en King Kong, película de 2005, también de Peter Jackson.

### «Maxituras» utilizadas en la trilogía deEl Señor de los Anillos
Weta Workshop construyó para la trilogía de El Señor de los Anillos las siguientes «maxituras»:
- el Abismo de Helm: el fuerte en la montaña de los rohirrim;
- los Puertos Grises: el puerto de los elfos;
- Minas Tirith: la ciudad blanca de Gondor;
- Orthanc: la torre-fortaleza de Saruman;
- Minas Morgul: la ciudad fantasma de Sauron;
- Barad-dûr: la torre de Sauron;
- la puerta negra de Morannon: la puerta que guarnece el paso entre las Ered Lithui y las Ephel Dúath; y
- Grond: el ariete que derriba las puertas de Minas Tirith.

## Filmografía de efectos especiales de la Compañía
- Krampus (2015)[2]
- The Tribe (2014)[3]

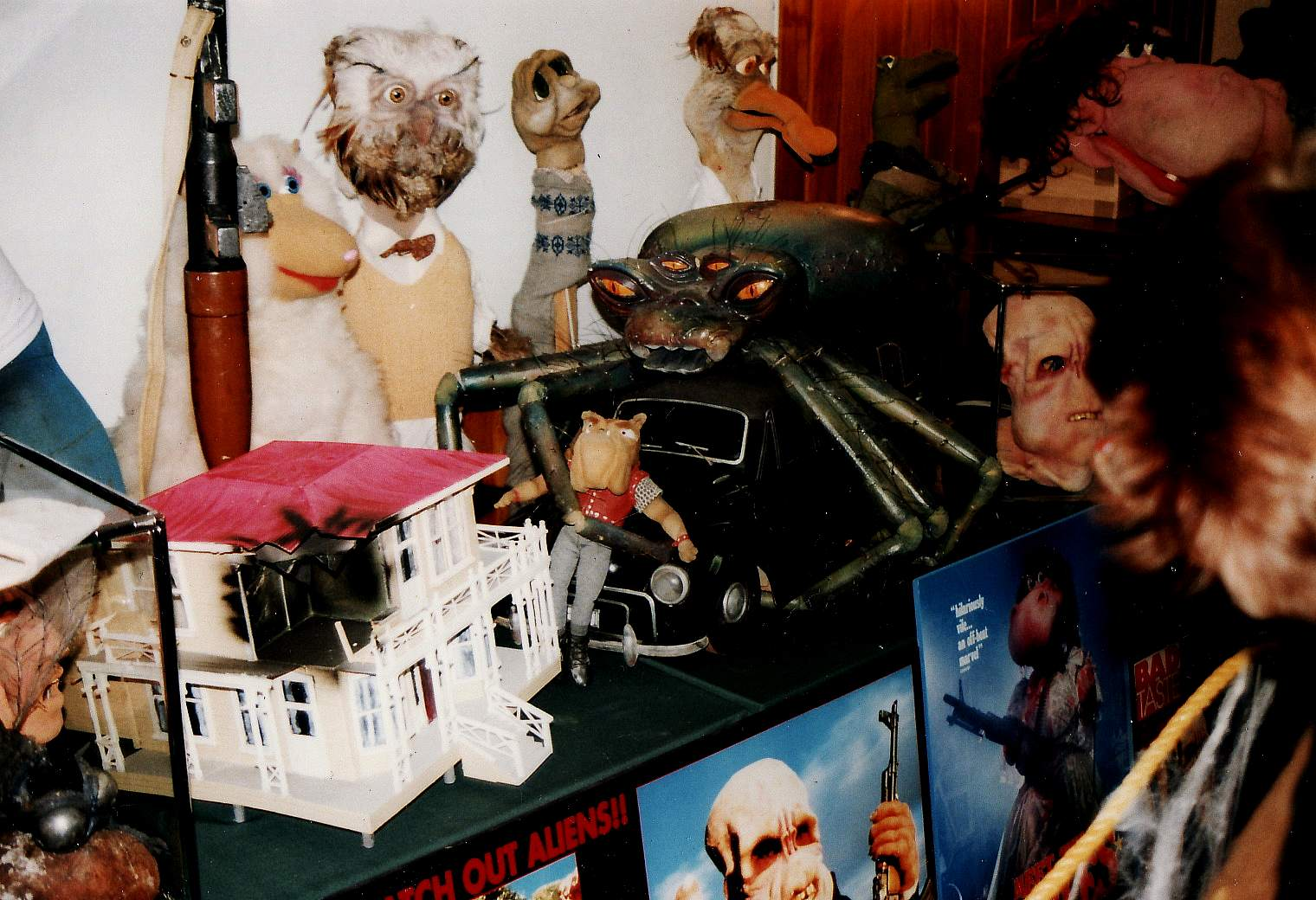
Muestra de los trabajos de Richard Taylor para Weta Workshop en una convención de ciencia ficción dedicada a Forrest J. Ackerman en Wellington, en 1991.

- El hobbit: la batalla de los Cinco Ejércitos (2014)
- El hobbit: la desolación de Smaug (2013)
- El hobbit: un viaje inesperado (2012)
- Halo (película) (2012)
- Las crónicas de Narnia: el príncipe Caspian (2008)
- Love Story 2050 (2008)
- 30 Days of Night (2007)
- Los 4 Fantásticos y Silver Surfer (2007)
- The Water Horse: Legend of the Deep (2007)
- The Host (2006)
- Ovejas asesinas (2007)
- The Chronicles of Narnia: The Lion, the Witch and the Wardrobe (2005)
- King Kong (2005)
- La leyenda del Zorro (2005)
- Van Helsing (2004)
- Peter Pan (2003)
- El Señor de los Anillos: el retorno del Rey (2003)
- Master and Commander: The Far Side of the World (2003)
- El Señor de los Anillos: las dos torres (2002)
- El Señor de los Anillos: la Comunidad del Anillo (2001)
- Avengers: Infinity War (2018)